# Пол
 Тази статия е за биологичното понятие.  За други значения вижте Пол (пояснение).
Полът (още биологически пол, физиологически пол) е характеристика на организмите, специализирани в производството на един от двата вида гамети (полови клетки) – мъжки или женски.
Половото размножаване включва съчетаването на генетични характеристики: специализирани клетки, наричани гамети, се свързват, създавайки потомство, което наследява характеристики на двама родители. При някои организми гаметите не се различават по форма и функция (изогамия), а при други индивидите не са специализирани в производството на определен вид гамети (хермафродитизъм) – при тях и при организмите с безполово размножаване няма разделяне на индивидите по пол. При останалите организми индивидите се разделят на два пола – мъжките произвеждат по-малкия вид гамети, а женските – по-големия.
При повечето организми полът е генетично определен, най-често чрез разлика в хромозомите при мъжките и женски индивиди от един вид. При други, като някои ракообразни и влечуги, той се определя от фактори в околната среда в ранната възраст на организма, например температурата или наличието на хранителни вещества. При дихогамията, наблюдавана при много растения, но също и при някои риби и главоноги, индивидите преминават от един пол в друг в хода на живота си.
Степента на специализация на двата пола варира при различните организми. Докато при някои разликата е само в генерираните гамети, други развиват диференцирана полова система (първични полови белези), а при трети между двата пола има значителни морфологични разлики (полов диморфизъм), отразен в множество вторични полови белези. При животните с по-сложна етология половата принадлежност може да води до специализация на половете в различни роли при отглеждането на потомството и при други социални функции. При хората комплексът от биологични, обществени (полови роли) и психологически (полова идентичност) страни на пола се нарича социопол (джендър).

## Полово размножаване
Половото размножаване при еукариотите е процес, при който организмите създават потомство, съчетаващо генетични черти на двама родители. При този процес хромозоми се предават от едно поколение на следващото. Всяка клетка на потомството съдържа по половината хромозоми на двамата родители. Генетичните черти се съдържат в ДНК на хромозомите – съчетавайки по една хромозома от всеки родител, се образуват организми, съдържащи двоен комплект хромозоми. Този двухромозомен етап от развитието на организма се нарича диплоиден, а еднохромозомният етап – хаплоиден. Диплоидните организми от своя страна могат да образуват чрез мейоза хаплоидни клетки (гамети). Мейозата включва и етап на кросинговър, при който участъци от ДНК се разменят между хомоложни хромозоми, така че се образува нова двойка от смесени хромозоми. В резултат на кросинговъра и оплождането (процесът на пресъчетаване на единичните комплекти хромозоми при образуването на новия диплоид) новият организъм има различна комбинация от генетични черти, в сравнение с всеки от своите родители.
При много организми хаплоидният етап е ограничен само до гаметите, специализирани в пресъчетаване и образуване на нови диплоидни организми, докато при други, като тайнобрачните растения, гаметите могат да се делят, създавайки многоклетъчни хаплоидни организми. И в двата случая гаметите могат да бъдат сходни на външен вид, особено като размер (изогамия), или да са развили асиметрия – различия в размера и други характеристики (анизогамия). В този случай е прието по-големите гамети да се наричат женски, а по-малките – мъжки. Индивидите, които произвеждат само големи гамети, имат женски пол, а тези, които произвеждат само малки гамети – мъжки пол. Индивиди, които произвеждат и двата вида гамета, са хермафродити, като в някои случаи хермафродитите могат да се самооплождат и да създават собствено потомство, без участието на друг родител.

### Гъби и растения
Макар повечето гъби да се размножават полово и да имат хаплоиден и диплоиден етап в жизнения си цикъл, те най-често са изогамни. При някои видове съществува известна диференциация на гаметите, а при такива, като хлебните дрожди се наблюдава дори специализация на индивидите – те произвеждат един от два обособени типа гамети, които не се оплождат взаимно. Поради липсата на значителни морфологични разлики между гаметите обаче, тези групи индивиди не се определят като полове, а с по-общото „оплодителни типове“.
При растенията се наблюдава сложен жизнен цикъл, включващ процес на метагенеза – редуване на силно различаващи се помежду си поколения. Едното поколение диплоидният спорофит се размножава безполово чрез спори, които могат да бъдат морфологично диференцирани, но не представляват гамети. Следващото поколение хаплоидният гаметофит се размножава полово, произвеждайки гамети. Гаметофитите могат да бъдат еднодомни – произвеждащи както женски, така и мъжки гамети – или двудомни – произвеждащи само един вид гамети.
Спорофитното и гаметофитното поколение могат да имат напълно различна морфология и продължителност на живота. Така при мъховете доминиращо е половото гаметофитно поколение, докато при папратовидните и семенните растения доминира безполовото спорофитно поколение. При тях видимото растение – от треви до големи дървета – е спорофит, а гаметофитите са микроскопични многоклетъчни организми, които прекарват значителна част от живота си вградени в тъканта на спорофита. Това е особено характерно за семенните растения, при които женските гаметофити зависят за храненето си изцяло от спорофита.
Макар двудомните растения често да се описват като мъжки и женски, в строг смисъл те нямат пол, тъй като се размножават безполово. В този контекст „мъжко растение“ обозначава безполов спорофит, специализиран в създаването на мъжки гаметофити, които от своя страна произвеждат мъжки гамети.

## Eволюция на пола
Една от основните характеристики на живота е размножаването, способността за създаване на нови индивиди, и полът е един от аспектите на този процес. Животът еволюира от прости към по-усложнени форми, като същият процес протича и при механизмите на размножаването. Първоначално то е процес на копиране, при който новите индивиди съдържат същата генетична информация, както и първоначалния родителски индивид. Този начин на размножаване се нарича безполово размножаване и той продължава да се използва от множество видове, особено едноклетъчни, но не е необичаен и за многоклетъчни организми, включително и такива, които имат възможност за полово размножаване. При половото размножаване генетичният материал на потомството идва от два различни индивида. Тъй като половото размножаване се развива чрез продължителна еволюция, съществуват и междинни форми. Така бактериите се размножават безполово, но преминават през процес, при който част от генетичния материал на индивид донор се прехвърля към друг индивид.
Половото размножаване вероятно еволюира първоначално преди един милиард години при първични едноклетъчни еукариоти (организми, чиито клетки имат обособено ядро и митохондрии). Причината за еволюцията на половото размножаване и причините за неговото оцеляване до наши дни са предмет на спорове. Според една от преобладаващите теории то създава вариации при потомството и така способства за разпространението на полезни изменения, за изчезването на неблагоприятни промени и за коригирането на появили се генетични дефекти.
Сравнително скоро след появата на половото размножаване при ранните еукариоти или техни прокариотни предшественици възниква и системата за детерминиране на пола чрез специализация на хромозоми. ZW детерминирането на пола е общо за птиците и някои риби и ракообразни. XY детерминирането се използва от повечето бозайници, но също и при някои насекоми и растения. X0 детерминирането се среща при повечето паякообразни, много насекоми и някои кръгли червеи, ракообразни и главоноги.
ZW хромозомите при птиците и XY хромозомите при бозайниците нямат общи гени, като при сравнение между кокошките и хората, Z хромозомата изглежда сходна на човешката хромозома 9, а не на X или Y, което показва, че ZW и XY детерминирането нямат общ произход, но свързаните с пола хромозоми произлизат от автозомите на общ предшественик на птиците и бозайниците. В същото време някои изследвания търсят връзка между Z хромозомата при кокошките и X хромозомата при птицечовките, което би свързало двете системи за детерминиране на пола.

## Полови клетки
Изключвайки безполовия обмен на генетична информация при бактериите, основното разграничение между безполовото и половото размножаване е в начина, по който се обработва генетичния материал. Обикновено преди безполово деление, клетката дублира своята генетична информация, след което се разделя на две, като този процес се нарича митоза. При половото размножаване има специален вид клетки, които се делят без предварително дублиране на генетичния материал в процес, наричан мейоза. Получените клетки се наричат гамети и съдържат само половината от генетичния материал на родителските клетки. Тези клетки са подготвени за полово размножаване на организъма.
Полът е свързан с адаптациите, позволяващи полово размножаване, и еволюира успоредно с размножителната система, тръгвайки от сходни гамети (изогамия) и развивайки се в системи, които имат различни типове гамети, като тези с големи женски гамети (например, яйцеклетки) и малки мъжки гамети (например, сперматозоиди). Теоретично половото размножаване би могло да се осъществява и с повече от два типа гамети, но трети тип гамети не се наблюдава при никои многоклетъчни растения или животни.

## Полова система
При по-сложните организми половото размножаване се реализира чрез полова система, съставена от полови органи. При тези видове специализацията на индивидите в полове се проявява чрез наличието на един от два вида различни полови системи, свързани с образуването на мъжки или женски полови клетки.

## Вътревидова конкуренция
Индивидите от един и същ пол се състезават помежду си, стремейки се да получат по-изгоден достъп до индивидите от другия пол.
Индивидите от различен пол, осъществяващи полов контакт и размножаване, се състезават кой да положи по-малко грижи за потомството, без да се намалеят съществено шансовете му за оцеляване.
Тези състезания вътре във вида пораждат различни еволюционни стратегии и са причина за възникването на половите различия.

## Детерминиране на пола
Детерминирането на пола е биологичен феномен, който обуславя развитието на определен набор от признаци определящи пола при разделно половите организми. Най-общо детерминирането бива генетично, когато качеството и/или количеството на генетичния материал задава пола и негенетично, когато полът се определя от външни фактори.

### Хромозомно детерминиране

#### XX/XY хромозомно детерминиране
XX/XY системата за детерминиране е най-познатата и добре изучена, тъй като е представена при хората. При тази система женските индивиди имат две еднакви полови хромозоми(XX), докато при мъжките те са две различни (XY). Някои видове (в това число човекът) имат гена SRY носен от Y хромозомата, който детерминира развитието на мъжки пол; при други (като винената мушица) присъствието на две X хромозоми детерминира развитието на женски пол. Половите хромозоми X и Y се различават както по форма така и по размер за разлика от автозомите и се наричат алозоми.
XX/XY системата се открива в повечето бозайници както и при някои насекоми.

#### XX/X0 хромозомно детерминиране
При този частен случай на XY системата, женските имат две копия на половата хромозома (XX), а мъжките само едно (X0), като не се наблюдава втори вид полова хромозома (Y). С 0 се обозначава тази липса на Y хромозома. Тази система се открива при редица насекоми като скакалци, щурции хлебарки.
Интересен е случайят при нематода C. elegans, където мъжките имат една полова хромозома (X0); докато при две (XX) индивидите са хермафродити.
Рядко и при бозайниците се среща липса на Y хромозома. Такъв представител е бодливото плъхче амами (Tokudaia osimensis) (японски ендемит), като механизмът на половото детерминиране не е все още установен.

#### ZW хромозомно детерминиране
ZW  системата за детерминиране се среща при птиците някои насекоми и други организми. Тази система е подобна на XY системата, но тук женските индивиди имат две различни полови хромозоми(ZW), докато при мъжките те са еднакви (ZZ). При кокошките е установено, че ключова роля изпълнява генът DMRT1.

#### Хаплодиплоидно детерминиране
Този начин на детерминиране се открива при насекомите от разред ципокрили, като мравки и пчели. Неоплодените яйца се развиват в хаплоидни мъжки индивиди. Дилоидните могат да се развият в женски, но и в стерилни мъжки. Така когато царицата се кръстоса с търтей, нейните дъщери споделят ¾ от нейния генетичен материал, а не ½ както при XY и ZW системите.

### Негенетични системи за детерминиране
Съществуват множество други системи за детерминиране. При някои представители на влечуги като алигатори и някои костенурки полът се определя от температурата на инкубация на яйцето. Мъжките се развиват при по-ниска температура на инкубиране от женските, като критичната разлика в температурата може да е само 1 – 2 °C. При някои охлюви се наблюдава смяна на пола, зрелите индивиди първоначално са мъжки, сле което се трансформират в женски. При тропичната риба клоун доминантният мъжки в групата става женска докато другите запазват пола си. При морския червей Bonellia viridis, ларвата се развива в мъжки индивид ако има физически контакт с женската и в женска ако съзрее свободно на морското дъно.

## Полът при хората
Виж още Символика на пола. Социопол.
Половите белези зависят както от X и Y хромозомите, така и от конкурентното действие на гени, които са общи за двата пола. 
| Нива на определение                                                        | Жена | Мъж |
| Биологични нива (Пол)                                                      | | |
| Основни полови характеристики (Пол)                                        | | |
| Обичен брой полови хромозоми                                               | XX у хората | XY у хората |
| Обичайни Полови органи                                                     | яйчници | тестиси |
| Обичайно преобладаващи полови хормони                                      | естроген, прогестроген                                                                                                   | тестостерон |
| Обичайна анатомия на вътрешните гениталии                                  | клитор, вагина, матка, фалопиеви тръби                                                                                   | пещеристо тяло, уретра, простата, семенни мехурчета |
| Обичайна анатомия на външната гениталия                                    | glans clitoris, labia, vulva, clitoral hood, perineal urethra                                                            | glans penis, scrotum, phallus, foreskin fused perineum                                                                                                 |
| Вторични полови белези (пол)                                               | Бюст, мензис, тяло с формата на пясъчен часовник (8), относително по-ниска височина, относително повече подкожна мазнина | Брада и телесно окосмяване, след пубертета – триъгълно тяло (▼), относително по-голяма височина, относително по-малко мазнина, по-плътен и дълбок глас |
| Обикновено и двата пола                                                    | Окосмяване на пубиса, подмишниците                                                                                       | Окосмяване на пубиса, подмишниците |
| Социопсихологични равнища (Род)                                            | | |
| Обичайно приписван пол                                                     | „Това е момиче“ | „Това е момче“ |
| Обичайно приписван пол/род (Родът като граматическа категория)             | „Ти си момиче“ | „Ти си момче“ |
| Обичайна полова идентичност                                                | „Аз съм момиче/жена“ | „Аз съм момче/мъж“ |
| Обичайна социална полова роля (Родът тук като понятие в хуманитаристиката) | женственост, социално поведение – съпруга, майка, домакиня, работеща (в демократичните общества)                         | мъжественост – социално поведение – съпруг, баща, готвещ и домакинстващ (в модерните либерални общества), работещ                                      |
| Биологично предполагаема сексуална ориентация (влечение към)               | андрофилия (мъже) | гинофилия (жени) |

## Полов диморфизъм
При много животни мъжките и женските екземпляри се различават по размер и външно устройство, като тези различия се означават като полов диморфизъм. Половият диморфизъм, често се асоциира с половия отбор – конкуренцията на индивиди от един пол за чифтосване с противоположния . Така например, рогата при мъжките елени се използват за битки в отблъскване на съперници при борбата за женска.
В повечето случаи мъжките индивиди са с по-голям размер. При бозайниците с откроен полов диморфизъм, често се наблюдава полигиния и селекция на определени мъжки индивиди. При другите животни, като например насекомите и рибите, обикновено женските са с по-големи размери. Това се обяснява с преимуществото при производството на яйца, което изисква значително по-големи хранителни ресурси от производството на мъжки полови клетки и съответно по-големите женски биха имали възможност за продукция на повече яйца.  В много редки случаи разликите между половете са значителни, като мъжките паразитират по женската и са със значително по-малки размери.
При птиците мъжките екземпляри са с богато на цветове оперение и имат редица приспособления за привличане на женската. Такива например са перата на мъжките пауни. Обикновено яркото и открояващо се оперение е значително неудобство за оцеляване, но се счита, че индивидите с открояващ се външен вид са предпочитан партньор, именно защото са успели да оцелеят.
Половите различия при хората са най-вече в по-големите размери и значителното окосмяване при мъжете и наличието на гърди и широк ханш при жените.